# 达赉苏木
达赉苏木，是中华人民共和国内蒙古自治区呼伦贝尔市新巴尔虎右旗下辖的一个乡镇级行政单位。

## 行政区划
达赉苏木下辖以下地区：
布日德嘎查、阿尔山布拉格嘎查、额尔敦乌拉嘎查、阿尔山嘎查、巴彦布拉格嘎查和罕乌拉嘎查。